# Menneus tetragnathoides
Menneus tetragnathoides là một loài nhện trong họ Deinopidae.
Loài này thuộc chi Menneus. Menneus tetragnathoides được miêu tả năm 1876 bởi Eugène Simon.